# Region Nordosten (Nordmazedonien)
Die Region Nordosten (mazedonisch Североисточен регион Severoistočen region; albanisch Rajoni verilindor) ist eine der acht statistischen Regionen der Republik Nordmazedonien.
Sie umfasst sechs Opštini, welche die lokalen Selbstverwaltungseinheiten bilden. Die Region liegt im Nordosten des Landes und grenzt an Kosovo, Serbien und Bulgarien. Nachbarregionen sind im Westen die Region Skopje und im Süden die Region Osten.

## Gemeinden
Die Region Nordosten wird aus den folgenden sechs Opštini gebildet:
1. Kratovo
2. Kriva Palanka
3. Kumanovo
4. Lipkovo
5. Rankovce
6. Staro Nagoričane

## Bevölkerung

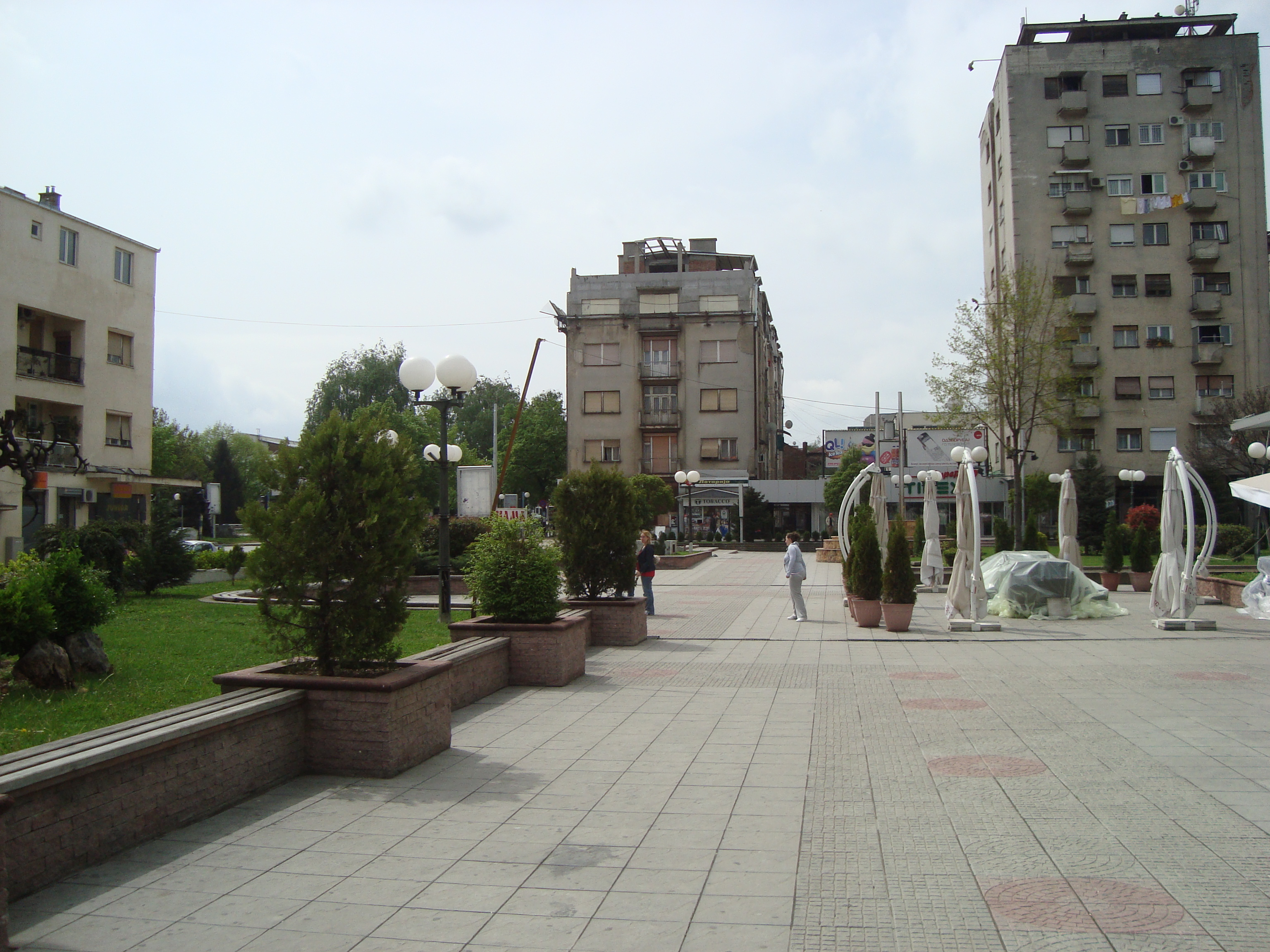
Kumanovo ist das wirtschaftliche und kulturelle Zentrum der Region und zugleich die größte Stadt.

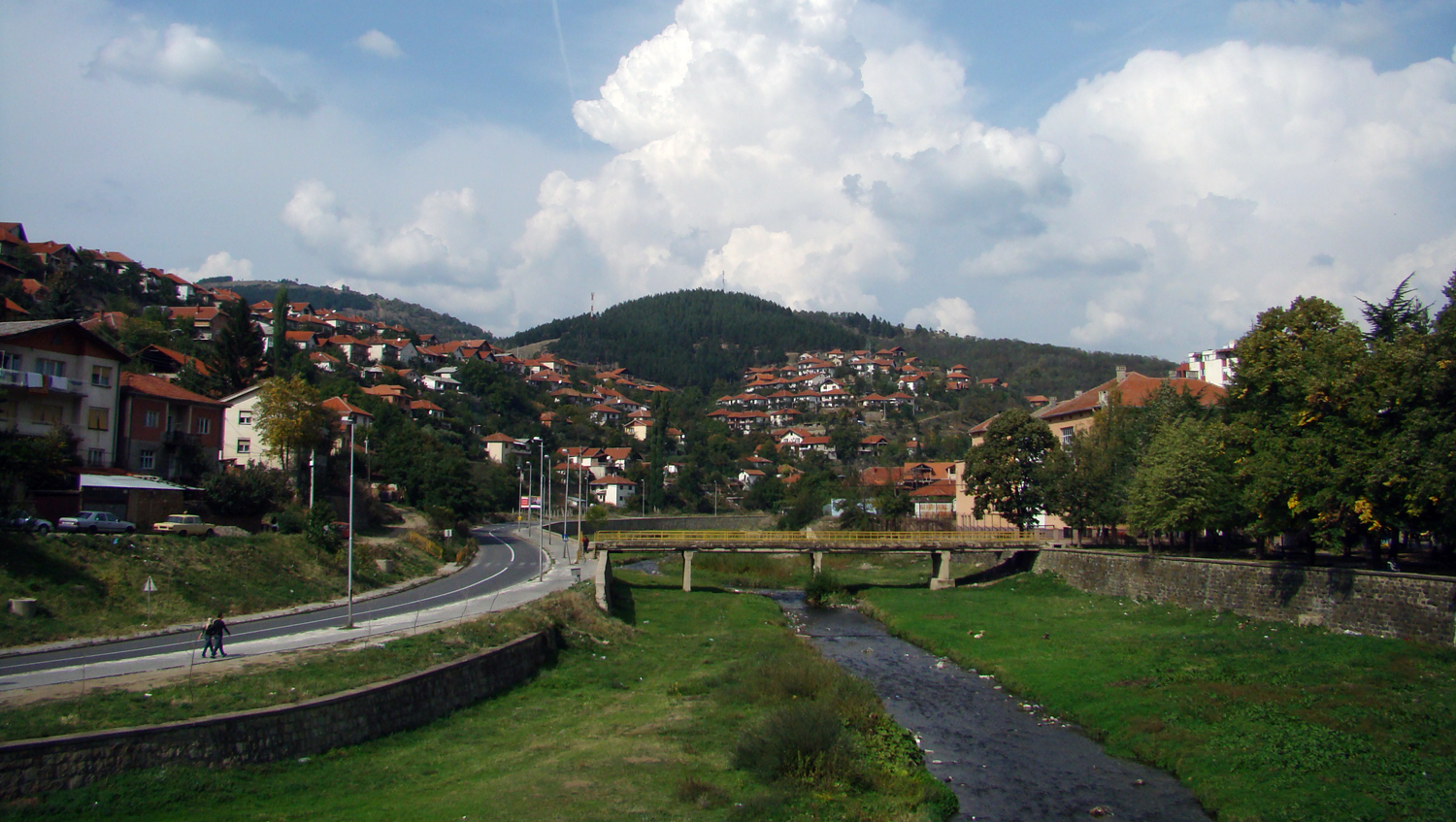
Blick auf Kriva Palanka

### Einwohnerzahl
| Jahr | Einwohner | Veränderung |
| ---- | --------- | ----------- |
| 1994 | 163.841   | -           |
| 2002 | 173.814   | +6,84 %     |

### Größte Orte
| Rang | Stadt         | Einwohner |
| ---- | ------------- | --------- |
| 1    | Kumanovo      | 70.842    |
| 2    | Kriva Palanka | 14.558    |
| 3    | Kratovo       | 6.924     |
| 4    | Lipkovo       | 2.644     |
| 5    | Rankovce      | 1.192     |

### Ethnische Struktur
Die größte Ethnie stellen die Mazedonier dar, gefolgt von den Albanern und den Serben.